# Centruchus villosa
Centruchus villosa är en insektsart som beskrevs av Buckton. Centruchus villosa ingår i släktet Centruchus och familjen hornstritar. Inga underarter finns listade i Catalogue of Life.